# Route départementale 110 (Yvelines)
Pour les articles homonymes, voir Route départementale 110.
La route départementale 110 ou D110, est un axe nord-sud secondaire du nord-ouest du département des Yvelines.

## Itinéraire
Les communes traversées sont :
- Mantes-la-Ville à partir du croisement avec la route départementale 928 ;
- Buchelay ;
- Jouy-Mauvoisin ;
- Perdreauville ;
- Ménerville ;
- Boissy-Mauvoisin ;
- Bréval.